# Hunnegem

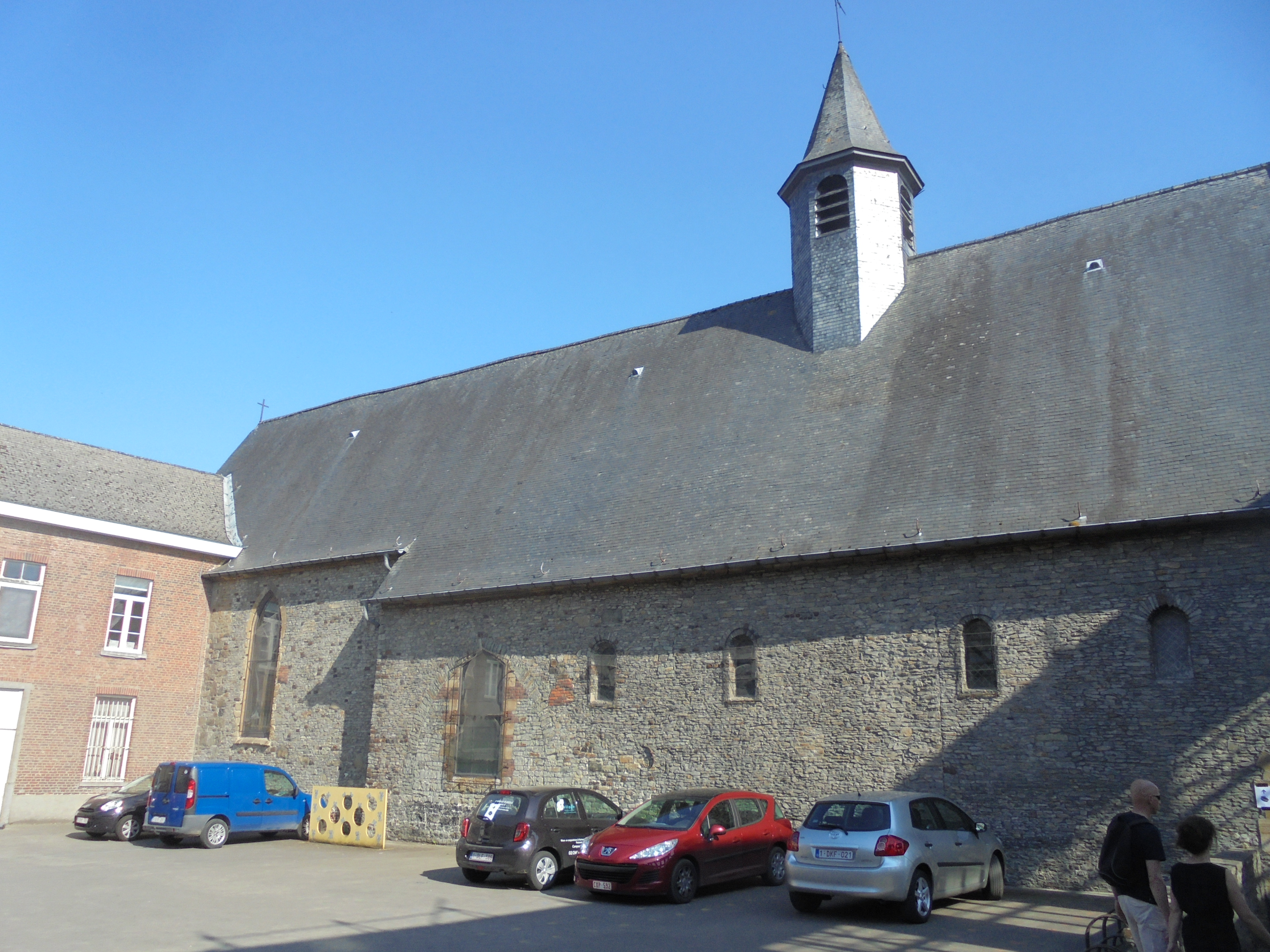
De priorij van Hunnegem
anno 2019

Met de naam Hunnegem werd eens de plaats aangeduid waar een Frankische nederzetting zich langs de linkeroever van de Dender ontwikkelde. Tegenwoordig is het de naam van een wijk van Geraardsbergen.

## Geschiedenis

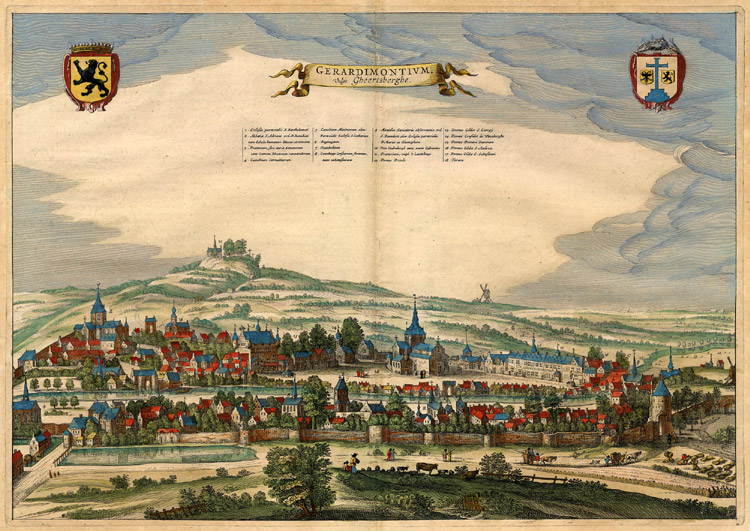
Geraardsbergen in 1649 door J. Blaeu

In de stadskeure van Geraardsbergen wordt voor het eerst gesproken over Hunnegem. Boudewijn VI, graaf van Vlaanderen, kocht in 1068 van Gerald, heer van Hunnegem, een vrijbezit om er een burcht op te richten, die de juridische bakermat vormde van de stad Geraardsbergen. Geraardsbergen ontwikkelde zich echter niet op de linkeroever van de Dender maar op rechteroever rond de Sint-Lucaskerk op de flank van de Oudenberg.
De parochie van Hunnegem was gewijd aan Onze-Lieve-Vrouw, en bezat een eenbeukig romaans zaalkerkje dat uit kwartsiet, Doornikse kalksteen en lokaal gewonnen ijzerzandsteen was opgetrokken. In de loop der eeuwen hebben vele verbouwingen plaatsgevonden, zoals de aanbouw van een gotisch koor, een spitsboogvenster, een transept en een achtkantig vieringtorentje.
Dit kerkje is sinds de 14de eeuw een bedevaartsoord gewijd aan Maria (moeder van Jezus). Zo wordt in het strafrechtboek van de vierschaar van Belsele en Sinaai verwezen naar "de bedevaert van Onser Vrouwe van Hunneghem en van Sente Adriaan te Gheeroutsberghe".
Er is dan ook een prachtig houten Mariabeeld te vinden.
Later kwam Hunnegem onder het kerkelijk territorium van de Sint-Bartholomeusparochie, waarvoor in de 15e eeuw een gotische kerk werd gebouwd.

### Korte historiek

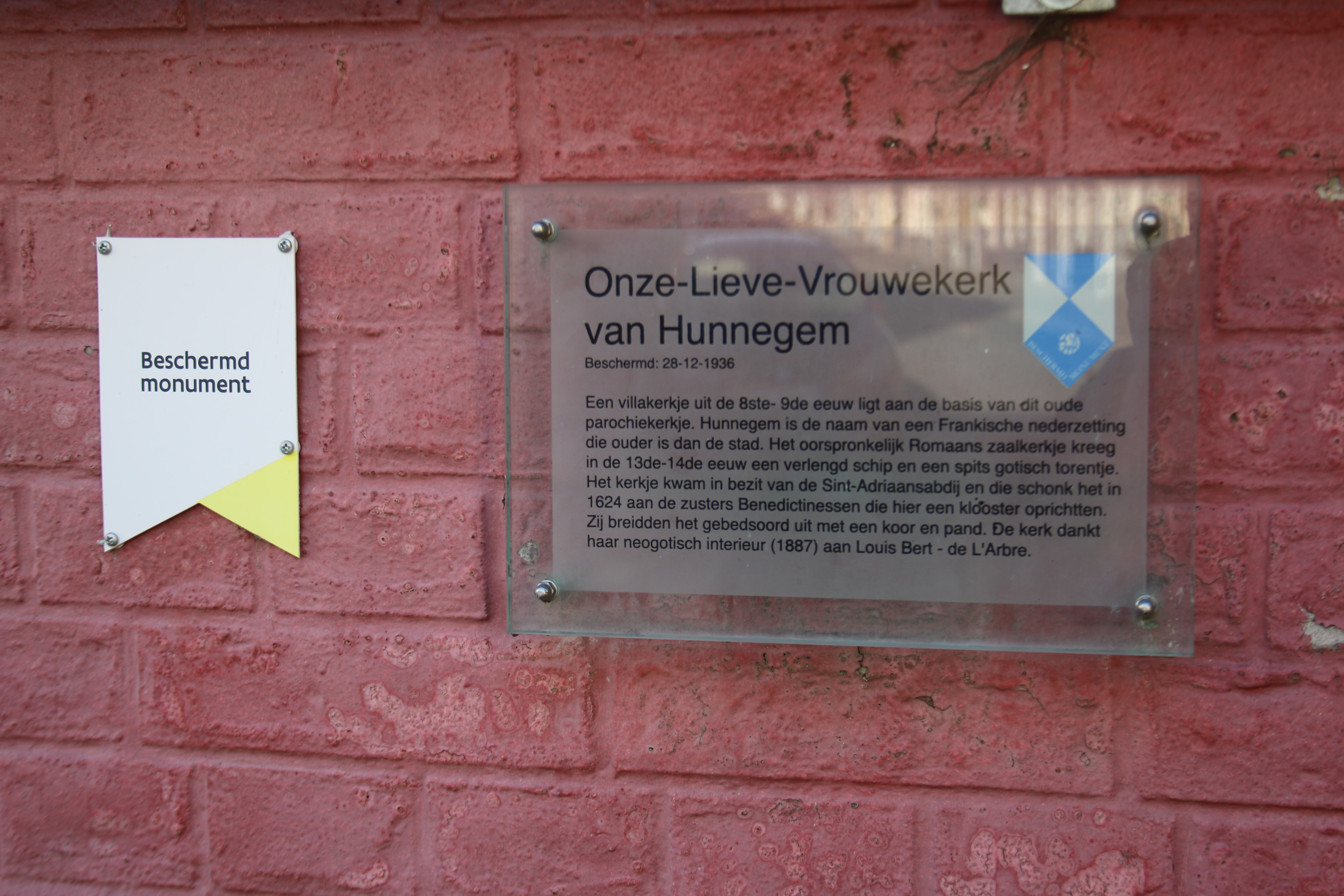

De locatie van het klooster is een van de oudste van Geraardsbergen. Immers, de heer van Hunnegem, Gerald genoemd, schonk in 1068 aan de graaf een stuk van zijn eigen gebied zodat deze laatste er een nieuwe stad kon stichten. De kerk op de linkeroever van de Dender, die er al voor de stichting van Geraardsbergen was en juridisch de hoofdkerk van Geraardsbergen was (hoewel ze dus buiten de stadsmuren lag) en bezat twee filialen: één op de rechteroever, de Sint-Lucaskerk waarrond de stad Geraardsbergen werd gebouwd, en één in Overboelare. De stad heeft zich dus, wellicht omwille van de drassige gronden dicht bij de Dender, niet rondom de kerk van Hunnegem ontwikkeld maar wel in de bovenstad. Die situatie bleef onveranderd tot het begin van de 17de eeuw, wanneer zusters benedictinessen zich er kwamen vestigen.
Dit gebeurde in volle contrareformatorische tijd en was het resultaat van een dubbele beweging: enerzijds een actie die uitging van een moniale uit de cisterciënzerinnenabdij van Grimminge (Beaupré) en de abt van de lokale benedictijnenabdij van Sint-Adriaan en anderzijds van twee abdijen in Atrecht (Frans: Arras) in Noord-Frankrijk, namelijk de benedictijnenabdij en die van de benedictinessen, hervormd door Florence de Werquignoeul (Florence de verquineul).
Pierre Manessier, monnik van de Sint-Vaastabdij van Atrecht, bouwde in 1624 het klooster van Hunnegem, waarvan de kern met pand, binnentuin en gemeenschappelijke vertrekken nog steeds aanwezig is. Voor zover bekend heeft het gebouwencomplex, in tegenstelling met andere kloosters, tijdens de 18de eeuw geen wijzigingen gekend. Die zouden er komen op het einde van de 19de en in de 20e eeuw, toen de zusters zich toelegden op het onderwijs voor meisjes. Vele kantwerksters werden er ingeleid in de kunst van het vervaardigen van chantillykant. Zo ontwierp L. Bert De l’Arbre in 1887 een afzonderlijk koor in neogotische stijl (nu de Pax-zaal) voor de zusters en de leerlingen-internen. Nieuwbouw voor die leerlingen kwam er door de architecten Louis Verwilghen uit Brussel en Julien Brimaux uit Ninove (1906), kort nadien gevolgd door de architecten – aannemers Frans Van Damme uit Geraardsbergen en De Lestré – de Fabrickers uit Brussel maar afkomstig van Geraardsbergen (1911-1920). In de periode 1930–1965 tekende Edgard De Lil uit Geraardsbergen de plannen voor diverse nieuwbouw en verbouwingen. De laatste verbouwingen aan het pand en de kerk dateren van 1973-1974 en stonden onder de leiding van de Dendermondse monnik Antonius Maes. Kort voordien had de Geraardsbergse architect Philemon Van Der Putten de voorgevel van de kerk grondig gerestaureerd. Nadat de lagere school van het Sint-Catharinacollege zijn intrek in 1996 te Hunnegem had genomen werden nogmaals klassen bijgebouwd.
Het archief omvat 5,8 strekkende meter en is in zuurvrije dozen, standaardtype, opgeborgen. Daarnaast zijn er vele rollen en archiefbescheiden van groter formaat. De steeds nieuwe aanvoer van archiefbescheiden verplichtte Geert Van Bockstael om soms nieuwe onderverdelingen te maken of bisnummers aan toe te voegen. M. de Meulemeester, auteur van diverse publicaties over Hunnegem, had in 1947 een eerste aanzet gegeven tot inventarisatie van een groot deel van het archief. Op het einde van de 20e eeuw heeft ook dom Anselm Hoste, abt – emeritus van de Sint-Pietersabdij te Steenbrugge, het oud archief verder geordend en in betere mappen gestoken de definitieve inventarisatie gebeurde in 2008 door Geert Van Bockstael.
Begin 2009 verlieten de laatste Benedictinessen Hunnegem.

## Priorij van Hunnegem

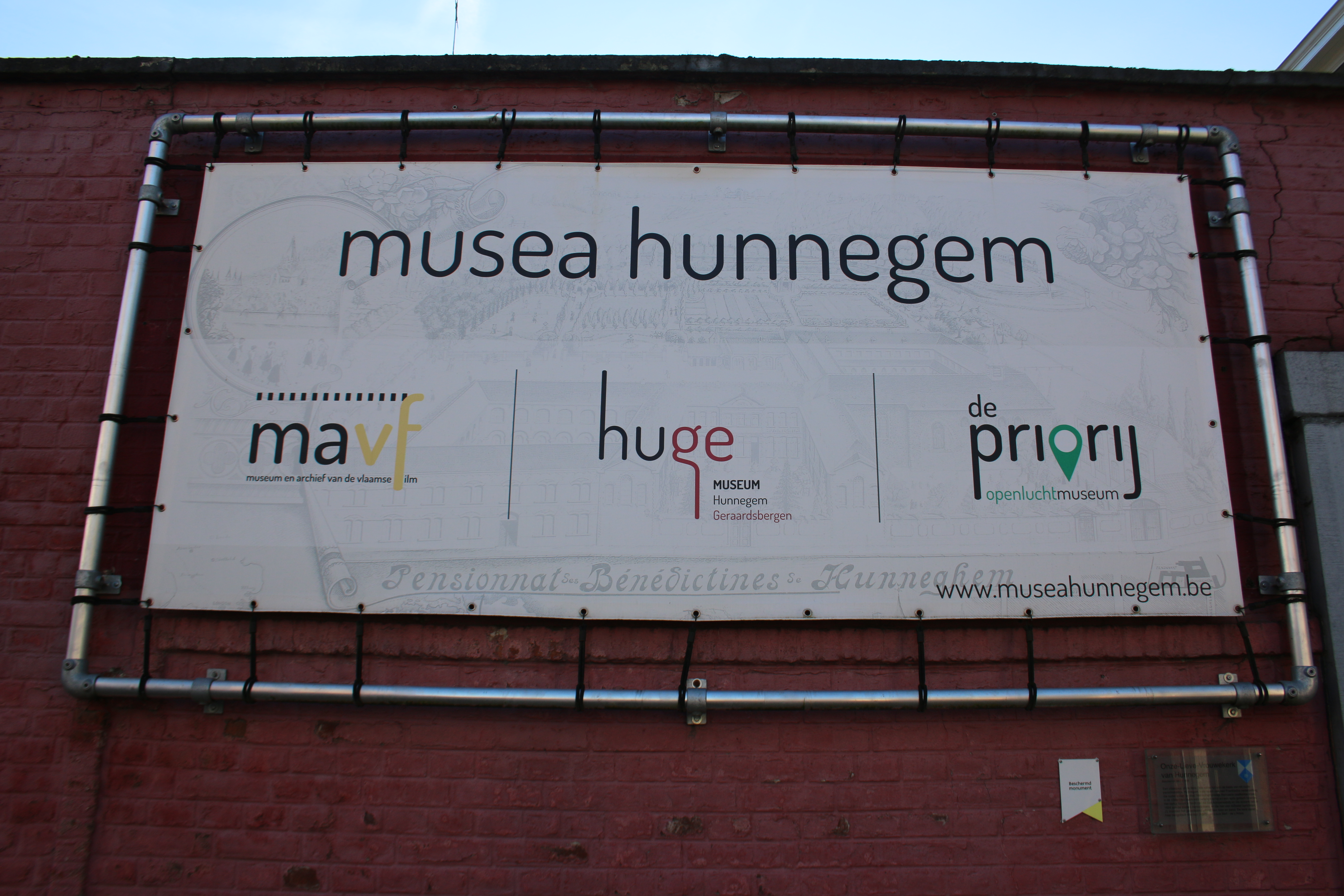

In 1624 stichtte de Engelse edelvrouw Anne Scudamore (1584-1634) de Priorij van Hunnegem. Aldus kwam het romaanse kerkje in bezit van de zusters benedictinessen van Arras (Atrecht). De priorij werd in 1794 opgeheven, ten gevolge van de Franse Revolutie.
In 1816 werd de priorij heropgericht met behulp van de benedictinessen van Gellingen.
Het kloostercomplex en het romaanse kerkje zijn nog steeds belangrijke bezienswaardigheden van Hunnegem.
De muurschilderingen van de hand van Bert-De l'Arbre in de kerk en de paxzaal zijn kenmerkend voor de neogotiek.
Begin 2009 verlieten de laatste twee benedictinessen definitief de Priorij van Hunnegem.
Sinds 2018 herbergt de priorij verschillende musea (Musea Hunnegem): Openluchtmuseum De Priorij, Museum Hunnegem-Geraardsbergen (Huge) en Museum en Archief van de Vlaamse Film (Mavf).

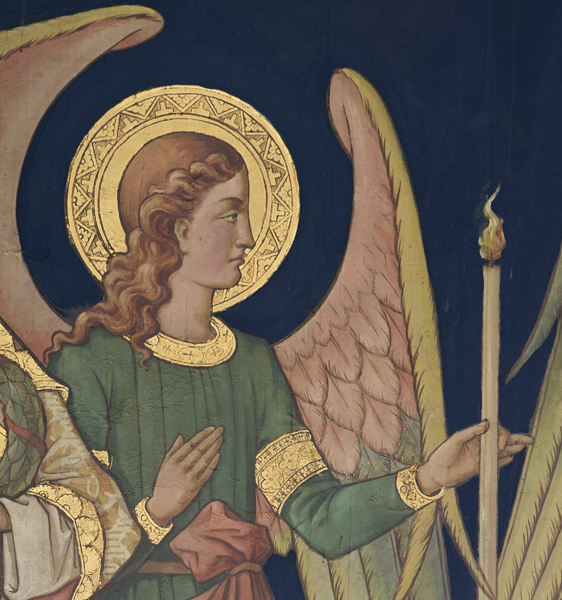
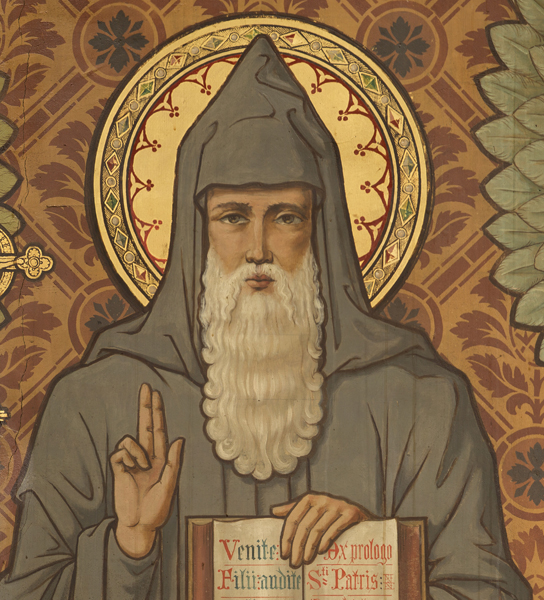
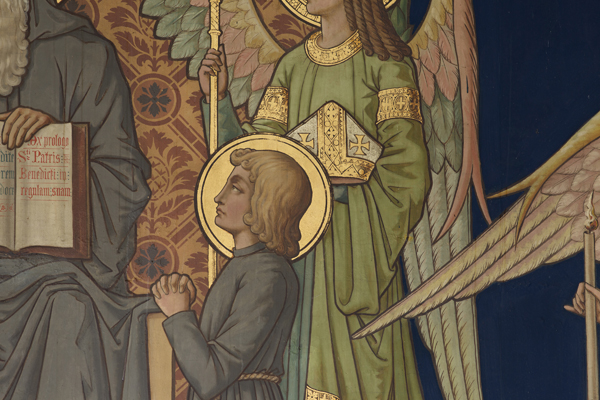
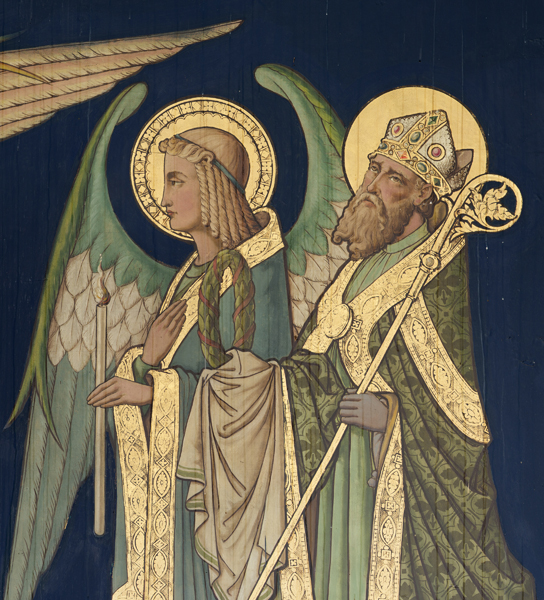
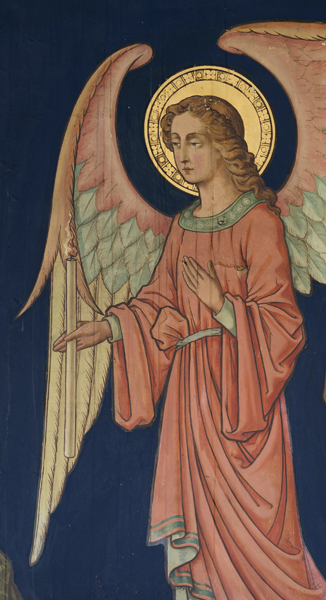

## Lijst van de priorinnen
- stichtster Florence de Werquignoeul[3]
- Anne de la Croix (Anne Scudamore), 1624–1634
- Marie Madeleine de Saint-Maur des Masures, 1634–1637
- Marie Gabriel de Graef, 1637–1640
- Bénédicta de Saint Alexis Routiau, 1640–1657
- Marie Joseph Lefébure, 1657–1674
- Cathérine Colombine de Vienne, 1674–1708
- Marie Mechtilde de Saint Longin Jouvineau, 1708–1720
- Jeanne Claire Place, 1720–1726
- Marie Mechtilde de Saint Longin Jouvineau, 1726 – 1730
- Jeanne Claire place, 1730–1734
- Constance Adélaide de Pelseneere, 1734–1764
- Lutgarde de Sainte Berlinde, Cosyns, 1764–1783
- Marie Anne de Saint Martin, Plasman, 1783–1789
- Cécile de Saint Pierre, Bataille, 1789–1797
- Nathalie de Saint Adrien, de Landsheere, 1816–1825
- Reine Eulalie, Veranneman de Watervliet, 1826–1852
- Thérèse de Saint Bernard, Sulmon, 1852–1879
- Marie Stanislas du Crucifix, Brame, 1879–1881
- Marie Raphaël, D’Hooghe, 1881–1886
- Benoîte du Saint Sacrément, D’Hooghe, 1886–1904
- Marie Amandine de la Divine Providence, Gheeraerdts, 1904–1906
- Marie Augustine de tous les saints, De Meulemeester, 1906–1918
- Marie Justine, De Clerck, 1919–1935
- Marie Alphonse, Coppens, 1935–1941
- Marie Augustine de tous les saints, De Meulemeester, 1941–1956
- Agnes Torrekens, 1956–2007
- Lutgarde Torrekens, 2007–2009 (laatste priorin)

## Lijst van de directeurs na de herstichting
- Marin Van Durme, 1828–1840
- Albert Vermeersch, 1840
- Corneille Meul, 1840–1856
- Charles D’Hooghe, 1856–1865
- Jean-Baptiste Brijs, 1865–1879
- Gustave De Vos, 1879
- Richard Seghers, 1880–1884
- Charles Massez, 1884–1888
- Jean-Baptiste Saeys, 1888–1897
- César De Corte, 1897–1902
- Henri Van Der Linden, 1902–1909
- Désiré Machtelinkx, 1909
- Jules Van Driessche, 1910
- Camille Cathelyn, 1911–1925
- Jerôme D’Haenens, 1925–1932
- Camille De Groeve, 1932–1940
- Joseph Charita, 1940–1957
- Denis Gabriels, 1957–1983
- Roger Ghijsels, 1983–2009